# Відзнака «За благодіяння»
Відзнака «За благодіяння» (рос. знак отличия «За благодеяние»)  — державна нагорода Російської Федерації.

## Історія нагороди
- 3 травня 2012 року указом Президента Російської Федерації Медведєва Д. А. № 573 «Про заснування ордена Святої великомучениці Катерини і відзнаки „За благодіяння“»[1] була встановлена відзнака «За благодіяння».

## Положення про відзнаку
1. Відзнакою «За благодіяння» нагороджуються громадяни Російської Федерації, а також громадяни іноземних держав:
- за велику благодійну діяльність з підтримки дитячих будинків, будинків престарілих, притулків, госпісів та медичних установ, розташованих в Російській Федерації;
- за активну громадську діяльність, спрямовану на підвищення рівня моральності та толерантності в суспільстві, пропаганду загальнолюдських цінностей, захист прав людини, боротьбу з поширенням соціально небезпечних захворювань і звичок;
- за великі заслуги у справі розвитку російської науки, культури, освіти та охорони здоров'я;
- за сприяння громадським організаціям і релігійним об'єднанням у здійсненні соціально значущих заходів;
- за активну діяльність, спрямовану на зміцнення інституту сім'ї та шлюбу.

2. Відзнака «За благодіяння» носиться на правій стороні грудей і розташовується перед відзнакою «За наставництво».
3. Для особливих випадків і можливого повсякденного носіння передбачено носіння мініатюрної копії відзнаки «За благодіяння».
Мініатюрна копія відзнаки «За благодіяння» носиться на лівій стороні грудей.
4. При носінні на форменому одязі стрічки відзнаки «За благодіяння» на планці вона розташовується після стрічки відзнаки — Георгіївського Хреста.